# Frannie
Frannie és una població dels Estats Units a l'estat de Wyoming. Segons el cens del 2000 tenia 209 habitants.

## Demografia
Segons el cens del 2000, Frannie tenia 209 habitants, 74 habitatges, i 54 famílies. La densitat de població era de 187,7 habitants/km².
Dels 74 habitatges en un 39,2% hi vivien nens de menys de 18 anys, en un 59,5% hi vivien parelles casades, en un 5,4% dones solteres, i en un 27% no eren unitats familiars. En el 21,6% dels habitatges hi vivien persones soles el 9,5% de les quals corresponia a persones de 65 anys o més que vivien soles. El nombre mitjà de persones vivint en cada habitatge era de 2,82 i el nombre mitjà de persones que vivien en cada família era de 3,35.
Per edats la població es repartia de la següent manera: un 33,5% tenia menys de 18 anys, un 8,6% entre 18 i 24, un 24,4% entre 25 i 44, un 23% de 45 a 60 i un 10,5% 65 anys o més.
L'edat mediana era de 33 anys. Per cada 100 dones de 18 o més anys hi havia 95,8 homes.
La renda mediana per habitatge era de 33.750 $ i la renda mediana per família de 37.500 $. Els homes tenien una renda mediana de 29.107 $ mentre que les dones 14.375 $. La renda per capita de la població era de 14.541 $. Entorn del 5,8% de les famílies i el 7,1% de la població estaven per davall del llindar de pobresa.

## Poblacions més properes
El següent diagrama mostra les poblacions més properes.